# Analgezie
Analgezie (též analgesie; pochází z řeckého álgos, "bolest", s alfa privativem, negací → "žádná bolest") znamená v medicíně odstraňování bolesti. Toho lze dosáhnout potlačením nebo snížením přenosu nervových vzruchů nebo medikamentózním zásahem (pomocí analgetika) do vnímání bolesti. Pojem analgezie je částečně synonymem k anestezii. Avšak zatímco anestezie úplně odstraňuje vnímání, při analgezii zůstává například citlivost na dotyk zachována. Při zraněních s přetětím dostředivých nervů je s analgezií spjata i anestezie. Normálně se při místním odstranění bolesti (lokální analgezie) využívá principiální mechanismus účinku léčiva k lokální anestezii.

## Medikamentózní analgezie
Nejčastěji podávanými léčivy jsou nesteroidní analgetika, označovaná též jako nesteroidní antiflogistika (NSAID, nesteroidní protizánětlivá léčiva). Mezi ně patří kromě jiného kyselina acetylsalicylová, ibuprofen a paracetamol, přičemž paracetamol nemá protizánětlivé účinky. Jsou nasazovány pro eliminaci mírných a středních bolestí, zánětlivých stavů a horečky.
Analgetika morfinového typu (opioidy, např. kodein, tramadol nebo fentanyl) mají silný účinek a nasazují se k potlačování silných bolestí. Jejich hlavní nevýhodou je potenciální vznik závislosti, proto jsou většinou řazeny mezi omamné a psychotropní látky, jejichž používání podléhá zákonným restrikcím. Navíc působí více či méně tlumivě na dechové centrum.
Antimigrenika (např. ergotamin a sumatriptan) – jejich účinek je založen mimo jiné na zúžení cév (vazokonstrikci).
Adjuvantní analgetika jsou látky, které kromě přímého tišení bolesti inhibicí iontových kanálů mají vliv i na další faktory vnímání bolesti. Jejich příklady lze nalézt mezi tricyklickými antidepresivy (např. amitriptylin) nebo antiepileptiky (kupř. karbamazepin). Tato léčiva jsou zvlášť vhodná pro léčbu neuropatických bolestí.

## Jiné formy analgezie
Jednou z možností je fyzikální léčba bolesti. Její nejjednodušší formou je celkový klid nebo klidová poloha postižených částí těla. Tím se omezuje dráždění receptorů bolesti.
Fyzioterapie: léčebné procesy se urychlují a bolest rychleji mizí. Podobný účel mají také masáže.
Pomocí elektrické stimulace jiných dráždivých receptorů se omezuje bolestivé dráždění v centrech vnímání a bolest se tak vnímá slaběji. Spekuluje se, že na tomto principu je založena i akupunktura.
Psychologické působení může v některých případech vést k potlačení symptomů (psychosomatická bolest). Analgezii lze provádět i pomocí hypnózy, sugesce a autogenního tréninku (např. při stomatologických výkonech nebo porodech).
V extrémních případech lze neurochirurgicky přetít příslušná nervová vlákna a odstranit tak bolest.

## Patologická analgezie
Kromě lékařsky navozované analgezie existuje také patologická forma necitlivosti na bolest. Může být způsobena jak zraněním (poškození nervů, ochrnutí), tak vrozenou poruchou. Ke vrozené poruše se často přidávají těžká poškození, která si postižený sám způsobí (sebepoškozování). Příčinou patologické analgezie může být také CIPA syndrom.